# 古斯卡河 (茨維托哈河支流)
胡斯卡河（烏克蘭語：Гуска），是烏克蘭西部的河流，屬於茨維托哈河的支流。該河發源自帕舒基附近，流經赫梅利尼茨基州的舍佩蒂夫卡區，河口處在卡緬卡西北面，河道全長30公里，流域面積98.8平方公里。